# Carex sooi
Carex sooi är en halvgräsart som beskrevs av Jakucs. Carex sooi ingår i släktet starrar, och familjen halvgräs. Inga underarter finns listade i Catalogue of Life.